# Chiddingstone
Chiddingstone es una parroquia civil y un pueblo del distrito de Sevenoaks, en el condado de Kent (Inglaterra).

## Geografía
Según la Oficina Nacional de Estadística británica, Chiddingstone tiene una superficie de 24,65 km².

## Demografía
Según el censo de 2001, Chiddingstone tenía 1127 habitantes (47,91% varones, 52,09% mujeres) y una densidad de población de 45,72 hab/km². El 21,65% eran menores de 16 años, el 72,58% tenían entre 16 y 74 y el 5,77% eran mayores de 74. La media de edad era de 38,72 años. Del total de habitantes con 16 o más años, el 23,67% estaban solteros, el 61,95% casados y el 14,38% divorciados o viudos.
El 95,47% de los habitantes eran originarios del Reino Unido. El resto de países europeos englobaban al 1,51% de la población, mientras que el 3,02% había nacido en cualquier otro lugar. Según su grupo étnico, el 98,94% eran blancos, el 0,53% mestizos, el 0,27% negros y el 0,27% de cualquier otro salvo asiáticos y chinos. El cristianismo era profesado por el 77,89%, el budismo por el 0,44%, el islam por el 0,36% y cualquier otra religión, salvo el hinduismo, el judaísmo y el sijismo, por el 0,53%. El 13,41% no eran religiosos y el 7,37% no marcaron ninguna opción en el censo.
571 habitantes eran económicamente activos, 552 de ellos (96,67%) empleados y 19 (3,33%) desempleados. Había 447 hogares con residentes, 23 vacíos y 4 eran alojamientos vacacionales o segundas residencias.